# 奧羅拉縣 (南達科他州)
奧羅拉县（英語：Aurora County）是位於美國南達科他州東南部的一個縣。面積1,845平方公里。根據美國2000年人口普查，共有人口3,058人。縣治普朗金頓 (Plankinton)。
成立於1879年2月22日。縣名以古希臘羅馬神話中的曙光女神命名。